# Marcelo Toscano
Marcelo Toscano (nacido el 12 de mayo de 1985) es un futbolista brasileño que se desempeña como delantero.
Jugó para clubes como el Maccabi Ahi Nazareth, Lausanne-Sport, Paraná, Vitória, Figueirense, Vila Nova, Cuiabá, América y Omiya Ardija.

## Trayectoria

### Clubes
| Club                 | País          | Año         |
| -------------------- | ------------- | ----------- |
| Paulista             | Brasil        | 2006 - 2009 |
| Mirassol             | Brasil        | 2006        |
| Maccabi Ahi Nazareth | Israel        | 2006 - 2007 |
| União São João       | Brasil        | 2008        |
| Lausanne-Sport       | Suiza         | 2008 - 2009 |
| Paraná               | Brasil        | 2009 - 2010 |
| Vitória              | Portugal      | 2010 - 2012 |
| Figueirense          | Brasil        | 2013        |
| Comercial            | Brasil        | 2014 - 2015 |
| Vila Nova            | Brasil        | 2014        |
| Cuiabá               | Brasil        | 2014        |
| Mirassol             | Brasil        | 2015        |
| América              | Brasil        | 2015        |
| Jeju United          | Corea del Sur | 2016 - 2017 |
| Omiya Ardija         | Japón         | 2017 -      |